# La Nava de Ricomalillo
La Nava de Ricomalillo település Spanyolországban, Toledo tartományban. La Nava de Ricomalillo Aldeanueva de Barbarroya, Belvís de la Jara, Sevilleja de la Jara, El Campillo de la Jara és La Estrella községekkel határos. Lakosainak száma 515 fő (2024).

## Népesség
A település népessége az utóbbi években az alábbiak szerint változott:
| Lakosok száma | 708  | 664  | 679  | 639  | 635  | 594  | 565  | 535  | 493  | 515  |
|               | 2001 | 2004 | 2007 | 2009 | 2012 | 2014 | 2017 | 2019 | 2022 | 2024 |